# Phillip Joseph Stock
Phillip Joseph Stock, dit P. J. Stock, (né le 26 mai 1975 à Montréal, Québec, Canada) est un joueur canadien de hockey sur glace.

## Carrière
Après une carrière junior, il se joignit aux X-Men de l'Université Saint-Francis-Xavier pour une saison. Sa carrière universitaire fut toutefois courte car il signa un contrat professionnel avec les Rangers de New York à l'automne 1997. Il fit partie de l'organisation new yorkaise trois saisons avant de passer à l'organisation de sa ville natale, les Canadiens de Montréal.
Il ne joua que 20 parties à Montréal avant d'être échangé aux Flyers de Philadelphie lors de la saison 2000-2001. Au cours de l'été 2001, il rejoignit brièvement les Rangers avant d'être réclamé au ballotage par les Bruins de Boston avec lesquels il joua jusqu'en 2004.
Il est ensuite collaborateur à l'émission de télévision L'antichambre du Réseau des sports. Il collabore aussi tous les matins dès 5H30 à l'émission "Mornings Rock with Chantal, PJ & Bad Pete" à CHOM 97,7, une station radiophonique anglophone de Montréal.

## Statistiques
| Saison     | Équipe                                   | Ligue      |     | Saison régulière | Saison régulière | Saison régulière | Saison régulière | Saison régulière |   | Séries éliminatoires | Séries éliminatoires | Séries éliminatoires | Séries éliminatoires | Séries éliminatoires |
| Saison     | Équipe                                   | Ligue      | PJ  | B                | A                | Pts              | Pun              | PJ               | B | A                    | Pts                  | Pun                  |                      |                      |
| 1992-1993  | Lumber Kings de Pembroke                 | CJHL       | 55  | 10               | 38               | 48               | 189              | -                | - | -                    | -                    | -                    |                      |                      |
| 1993-1994  | Lumber Kings de Pembroke                 | CJHL       | 52  | 25               | 48               | 73               | 262              | -                | - | -                    | -                    | -                    |                      |                      |
| 1994-1995  | Tigres de Victoriaville                  | LHJMQ      | 70  | 9                | 46               | 55               | 386              | 4                | 0 | 0                    | 0                    | 60                   |                      |                      |
| 1995-1996  | Tigres de Victoriaville                  | LHJMQ      | 67  | 19               | 43               | 62               | 432              | 12               | 5 | 4                    | 9                    | 79                   |                      |                      |
| 1996-1997  | X-Men de l'Université St. Francis Xavier | SIC        | 27  | 11               | 20               | 31               | 110              | 3                | 0 | 4                    | 4                    | 14                   |                      |                      |
| 1997-1998  | Wolf Pack de Hartford                    | LAH        | 41  | 8                | 8                | 16               | 202              | 11               | 1 | 3                    | 4                    | 79                   |                      |                      |
| 1997-1998  | Rangers de New York                      | LNH        | 38  | 2                | 3                | 5                | 114              | -                | - | -                    | -                    | -                    |                      |                      |
| 1998-1999  | Wolf Pack de Hartford                    | LAH        | 55  | 4                | 14               | 18               | 250              | 6                | 0 | 1                    | 1                    | 35                   |                      |                      |
| 1998-1999  | Rangers de New York                      | LNH        | 5   | 0                | 0                | 0                | 6                | -                | - | -                    | -                    | -                    |                      |                      |
| 1999-2000  | Wolf Pack de Hartford                    | LAH        | 64  | 13               | 23               | 36               | 290              | 23               | 1 | 11                   | 12                   | 69                   |                      |                      |
| 1999-2000  | Rangers de New York                      | LNH        | 11  | 0                | 1                | 1                | 11               | -                | - | -                    | -                    | -                    |                      |                      |
| 2000-2001  | Phantoms de Philadelphie                 | LAH        | 9   | 1                | 2                | 3                | 37               | -                | - | -                    | -                    | -                    |                      |                      |
| 2000-2001  | Canadiens de Montréal                    | LNH        | 20  | 1                | 2                | 3                | 32               | -                | - | -                    | -                    | -                    |                      |                      |
| 2000-2001  | Flyers de Philadelphie                   | LNH        | 31  | 1                | 3                | 4                | 78               | 2                | 0 | 0                    | 0                    | 0                    |                      |                      |
| 2001-2002  | Bruins de Boston                         | LNH        | 58  | 0                | 3                | 3                | 122              | 6                | 1 | 0                    | 1                    | 19                   |                      |                      |
| 2002-2003  | Bruins de Boston                         | LNH        | 71  | 1                | 9                | 10               | 160              | -                | - | -                    | -                    | -                    |                      |                      |
| 2003-2004  | Bruins de Providence                     | LAH        | 4   | 1                | 0                | 1                | 2                | -                | - | -                    | -                    | -                    |                      |                      |
| 2003-2004  | Phantoms de Philadelphie                 | LAH        | 4   | 1                | 0                | 1                | 2                | -                | - | -                    | -                    | -                    |                      |                      |
| 2003-2004  | Bruins de Boston                         | LNH        | 1   | 0                | 0                | 0                | 0                | -                | - | -                    | -                    | -                    |                      |                      |
| Totaux LNH | Totaux LNH                               | Totaux LNH | 235 | 5                | 21               | 26               | 523              | 8                | 1 | 0                    | 1                    | 19                   |                      |                      |